# Matthias Kleinheisterkamp
Matthias Kleinheisterkamp (Elberfeld, 22 giugno 1893 – Halbe, 29 aprile 1945) è stato un generale tedesco delle Waffen-SS durante la seconda guerra mondiale.